# Francisco de Paula do Amaral Sarmento Mena
Francisco de Paula do Amaral Sarmento Mena (Rio Pardo, 1804 - Porto Alegre, 1836) foi um militar brasileiro.
Filho de Francisco Xavier Sarmento Mena, assentou praça no Regimento de Dragões de Rio Pardo, em 1819. Lutou na Guerra Cisplatina, tomando parte no sítio de Montevidéu, no combate de Tacuarembó e na Batalha do Passo do Rosário.[carece de fontes?]
Presidiu a Sociedade Defensora da Liberdade de Independência Nacional e foi um extremado revolucionário farroupilha.[carece de fontes?]
Prendeu no combate de Pelotas em 1836, o futuro conde de Porto Alegre. Durante o cerco de Porto Alegre, em 16 de julho do mesmo ano, vinte e três imperialistas atacaram no campo da Azenha, quarenta homens comandados por seu irmão, Antônio Manuel do Amaral Sarmento Mena. Ouvindo o tiroteio, Francisco de Paula parte em socorro, vendo o irmão ferido, assume o comando da pequena força sendo, também, ferido, e gravemente. Dos imperialistas, dezenove foram mortos, um gravemente ferido e outros dois feitos prisioneiros. Francisco faleceu dois dias depois e foi enterrado em Viamão.[carece de fontes?]